# Argyrolepidia tasso
Argyrolepidia tasso là một loài bướm đêm trong họ Noctuidae.